# Джуліус Агахова
Джу́ліус Агахо́ва (англ. Julius Aghahowa; 2 лютого 1982, Бенін-Сіті, Нігерія) — нігерійський футболіст, нападник.

## Біографія

### Африканська кар'єра
Агахова народився в місті Бенін-Сіті, виступав за аматорську команду «Поліс», після чого перебрався в клуб першого дивізіону «Бендел Іншуренс».
1999 року нападник підписав контракт з туніським «Есперансом». У тому ж році нігерієць допоміг своєму клубу вийти до фіналу Ліги чемпіонів КАФ, а також завоювати золоті медалі національного чемпіонату.

### «Шахтар»
В листопаді 2000 року Джуліус Агахова перейшов у донецький «Шахтар». Форвард вдало дебютував у новому клубі, забивши сім м'ячів у восьми матчах. У 2002 році Агахова у складі донеччан став чемпіоном України, а також відсвяткував перемогу в національному кубку.
Травми зупиняли прогрес форварда, але він все одно допоміг «Шахтареві» в 2004 році знову завоювати Кубок України. У чемпіонському для клубу сезоні 2004/05 Агахова провів вісім голів у 15 зустрічах. В тому ж сезоні Агахова став героєм зустрічі з «Шальке 04» в Кубку УЄФА, забивши на виїзді м'яч, який дозволив «Шахтарю» пройти далі, але в 1/8 «Шахтар» був зупинений голландським «АЗ», який переміг 5-2 по сумі 2-х зустрічей.
У сезоні 2005/06 форвард жодного разу не відзначився в національній першості, проте вийшовши на заміну в золотому матчі, він приніс гірникам перемогу в поєдинку проти київського «Динамо», вдало пробивши головою. 
Всього провів за «Шахтар» понад 100 матчів у різних турнірах.

### Віган
У січні 2007 року перейшов в англійський «Віган Атлетік». За повідомленнями англійської преси, сума трансферу склала 2,1 млн фунтів ($ 4 млн.). Свій перший матч за «Віган» зіграв 3 лютого 2007 року проти «Портсмута». Проте за півтора року Агахова не забив жодного голу, тому змушений був покинути Туманний Альбіон.

### «Кайсеріспор»
20 червня 2008 року Джуліус Агахова підписав трирічну угоду з турецьким «Кайсеріспором», куди він перейшов разом з разом з одноклубником Соломоном Олембе. В турецькому клубі Агахова провів один сезон, після чого покинув команду.

### Повернення в Україну
4 липня 2009 року в статусі вільного агента повернувся в донецький «Шахтар». 6 липня 2009 в матчі «Янг Бойз» — «Шахтар», що проходив у швейцарському містечку Гренхен в рамках міжнародного товариського турніру «Uhrencup», Джуліус Агахова вийшов на заміну на 46 хвилині замість Євгена Селезньова і майже відразу в стрімкій атаці, після передачі Томаша Хюбшмана з центру поля, в боротьбі із захисником першим дотиком до м'яча головою підробив собі м'яч на хід і другим дотиком забив свій дебютний гол після повернення в донецький клуб. А двома днями пізніше Джуліус забив гол та віддав гольову передачу на Жадсона в матчі з «Базелем». У чемпіонаті Агахова також дебютував вдало: вже у матчі першого туру проти «Кривбасу» нігерійський форвард відзначився голом, проте надала гра в Агахови не пішла і протягом усього сезону зіграв лише дев'ять матчів, жодного разу не забивши гол.
Тому 25 серпня 2010 року перейшов на правах оренди до кінця сезону в ПФК «Севастополь», який дебютував у Прем'єр-лізі. Але й у складі «моряків» нігерієць не зміг стати основним гравцем, провівши за сезон лише 10 матчів, після чого повернувся в Донецьк, але більше не провів за основну команду жодного матчу і влітку 2012 року після закінчення контракту покинув клуб.

## Збірна
У 1999 році Агахова у складі юнацької збірної Нігерії дійшов до фіналу Кубка Африки, а також допоміг збірній віком до 20 років пробитися в 1/4 фіналу домашнього молодіжного чемпіонату світу.
У національній збірній Нігерії Агахова дебютував на домашньому Кубку африканських націй 2000 року у віці 17 років, ставши наймолодшим учасником в історії змагань. На тому турнірі нападник вразив ворота збірної Марокко, а також записав на свій рахунок дубль у матчі проти збірної Сенегалу і допоміг своїй команді пробитися у фінал. У тому ж році Агахова разом зі збірною Нігерії дійшов до чвертьфіналу Олімпійських ігор у Сіднеї, на яких забив один гол. На думку всесвітньо відомого видання «World Soccer», Агахова входив до числа 50-ти висхідних зірок світового футболу.
У 2002 році Агахова забив єдиний м'яч збірної Нігерії на чемпіонаті світу в Японії та Кореї у ворота збірної Швеції, але представники африканського континенту в підсумку поступилися 1:2 і зайняли останнє місце у групі, крім того цього року три голи Агахови допомогли Нігерії здобути бронзові нагороди Кубка африканських націй в Малі.
У 2004 та 2006 роках Нігерія з Агаховою повторили «бронзовий» успіх континентальних змагань, але після того як Джуліус покинув «Шахтар», він втратив місце і в національній збірній і перестав викликатись до її лав.

## Цікаві факти
- Після кожного голу Агахова робив сальто. Вперше виконав його після забитого м'яча ще в Нігерії. Глядачам так сподобалося, що вони почали аплодувати. Дехто після матчу навіть спеціально підходив, щоб сказати, як йому сподобалася акробатика Джуліуса. Тоді-то він і вирішив і надалі радувати публіку кульбітами. Одного разу футболіст, що отримав в Донецьку прізвисько «Ага-чудо», зробив 12 кульбітів поспіль.

## Досягнення
«Есперанс»
- Чемпіон Тунісу: 1999
- Володар Кубку Тунісу: 1999
- Фіналіст африканської Ліги чемпіонів: 1999

«Шахтар»
- Чемпіон України (5): 2001-02, 2004-05, 2005-06, 2009-10, 2011-12

- Володар кубка України (4): 2000-01, 2001-02, 2003-04, 2011-12

- Володар Суперкубка України (3): 2005, 2010, 2012

 Нігерія
- Срібний призер Кубка Африки: 2000
- Бронзовий призер Кубка Африки: 2002, 2004, 2006